# Gottesruhkapelle St. Stephan

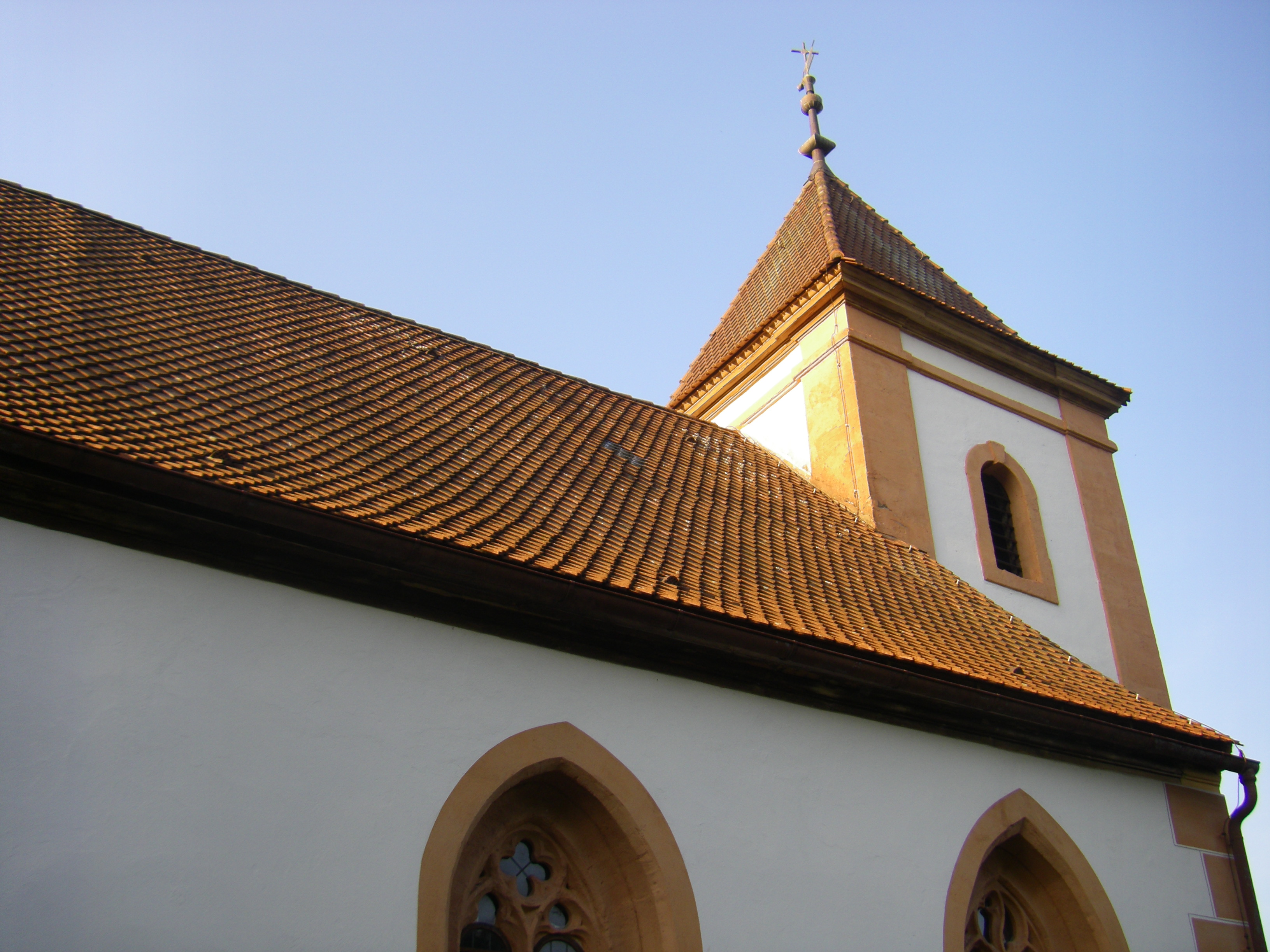

Die evangelische Gottesruhkapelle St. Stephan ist eine spätmittelalterliche Kapelle ca. einen Kilometer westlich der mittelfränkischen Stadt Windsbach. Sie liegt an der Straße nach Wolframs-Eschenbach.

## Geschichte
Schon um die Mitte des 14. Jahrhunderts stand in der Nähe des „Richtwasens“, der mittelalterlichen Hinrichtungsstätte, eine Vorgängerkapelle, die der Ritter und Windsbacher Amtmann Hanns von Hellberg um 1400 zur Gottesruhkapelle umbauen und erweitern ließ. Vom Vorgängerbau ist noch das Turmuntergeschoss erhalten.
Schon von Anfang an gehörte zur Gottesruhkapelle auch ein Leprosen-Aussätzigen-Haus, das später Siechhaus wurde und noch von 1918 bis 1980 als Altenheim genutzt wurde.
Über die Entstehung der Kapelle gibt es aus den ersten Jahrhunderten keine schriftlichen Quellen. Erst in einem Bericht aus dem 17. Jahrhundert werden nähere Umstände genannt. So soll die Kapelle durch den Ritter und Amtmann Hanns von Hellberg um 1400 auf eigene Kosten errichtet worden sein. Nach der Legende wollte er damit für seine Genesung am Heiligen Grab in Jerusalem während einer Pilgerfahrt ins Heilige Land danken. „Seine“ Kapelle sollte ebenso weit außerhalb der Mauern von Windsbach stehen, wie damals das hl. Grab von der Stadt Jerusalem entfernt lag. Auf einer Tafel im Kircheninnern war damals zu lesen:
Hans von Hellberg, ein Ritter schlau, hat getan diesen Kirchenbau, Gott zu Ehren auf seine Kosten dazu. Darum nennt er sie zur Gottesruh, weil er zu Jerusalem gewesen, beim heiligen Grab allda genesen, soweit von dar zur Schädelstätte sei, als dort von jener Stadt hiebei. Er regiert und Amtmann war, als man schrieb vierzehnhundert Jahr.

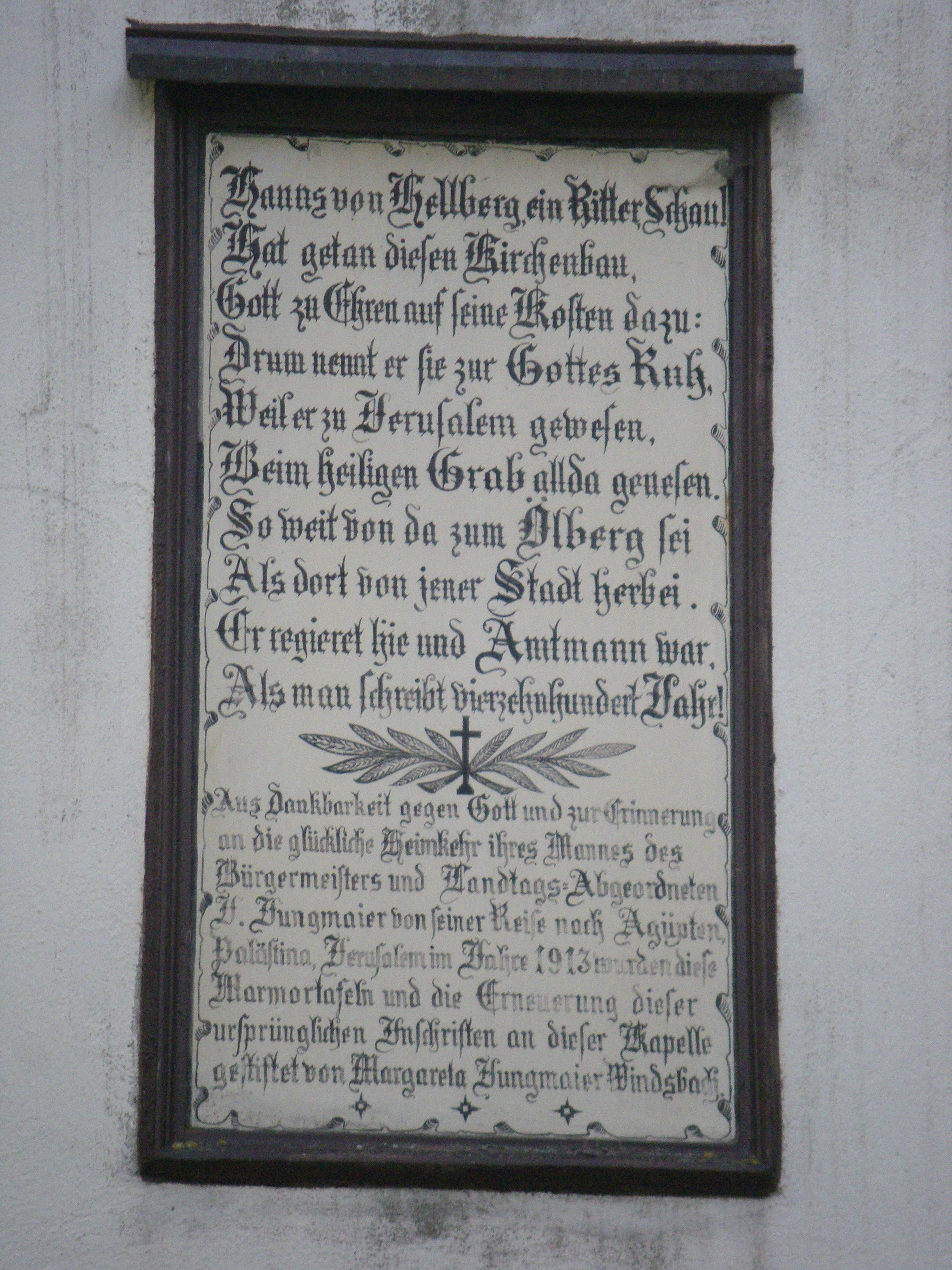
Tafel an der Ostseite, die die ursprüngliche Inschrift aufgreift

In einem Bericht von 1688 heißt es weiter: „Ihr Stifter und Erbauer hat sie mit benötigten Einkünften zu deren Erhaltung reichlich versehen und daneben solche Verfassung gemacht, daß alljährlich am Tag Stephani eine Kirchweihpredigt und sonst öfters Frühmeß darin gehalten werden solle.“
Der Dreißigjährige Krieg führte zu einer Verwahrlosung des Gotteshauses. Wiederholt wurde es danach renoviert und umgestaltet.

## Fresken

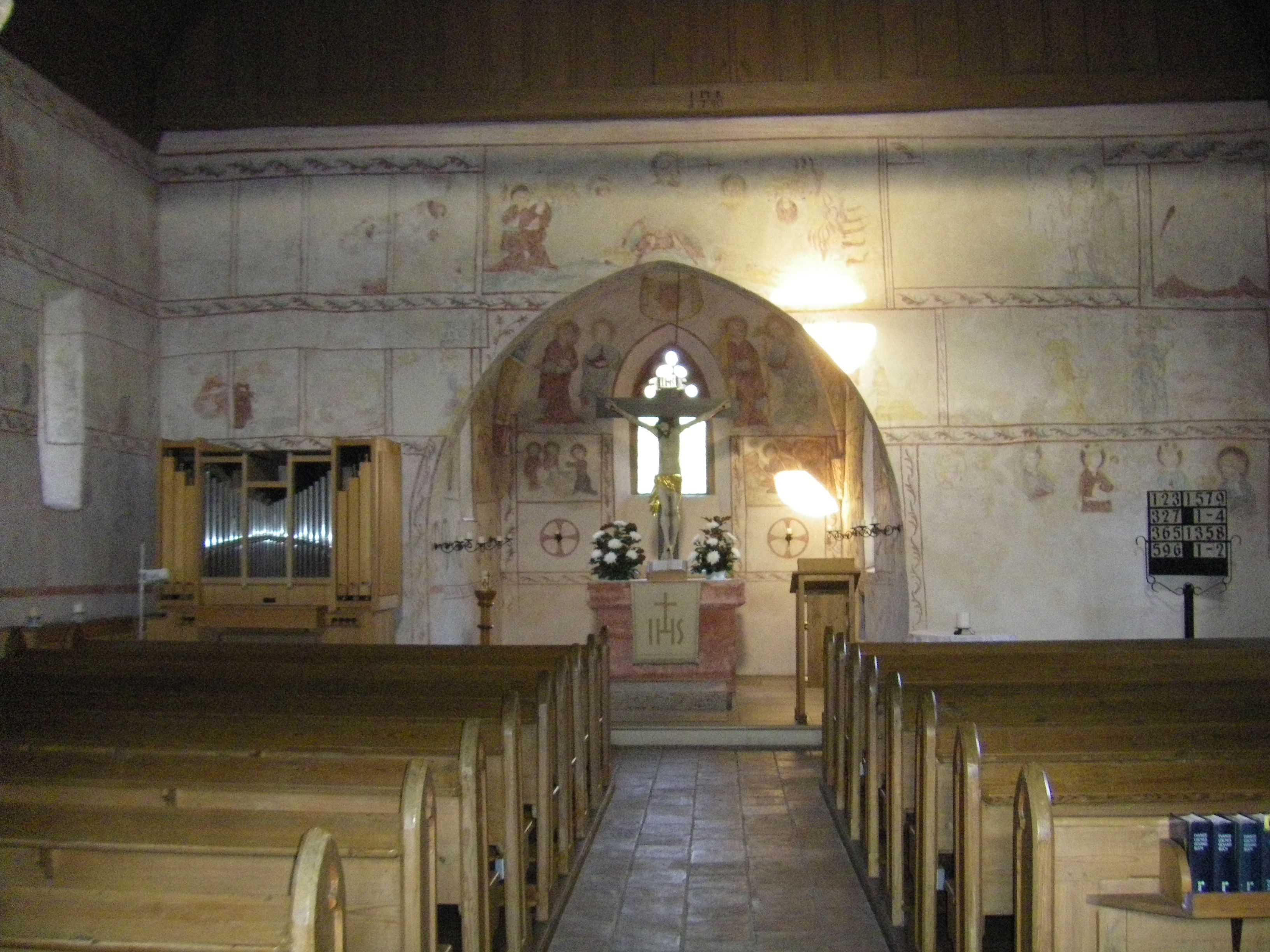
Blick zum Chor

Dass die Gottesruhkapelle heute der kunstgeschichtlich wohl bedeutendste Bau von Windsbach ist, beruht auf der Entdeckung eines fast vollständig erhaltenen Freskenzyklus, der bei einer Renovierung im Jahr 1947 unter Putzschichten entdeckt wurde. In den vier Feldern des Chorgewölbes befinden sich die Evangelistensymbole, an den Chorwänden Apostelkreuze und Szenen aus dem Leben Christi, über dem Chorbogen das Jüngste Gericht, an der Nordwand des Kirchenschiffes Szenen aus dem Leben der Gottesmutter und dem Alten Testament, an der Südwand aus der Apostelgeschichte. Sie alle stammen vom selben Künstler und dürften kurz nach der Erbauung der Kapelle etwa 1400–1420 entstanden sein. Obwohl sie teilweise nur schlecht erhalten sind, zeigen sie doch eindrucksvoll, wie die Kapelle im Sinne einer „Armenbibel“ ausgestattet war.